# Trichoncus maculatus
Trichoncus maculatus là một loài nhện trong họ Linyphiidae.
Loài này thuộc chi Trichoncus. Trichoncus maculatus được miêu tả năm 1997 bởi Fei, Gao & Zhu.